# Parafia Podwyższenia Krzyża Świętego w Bobrowicach
Parafia Podwyższenia Krzyża Świętego w Bobrowicach – parafia rzymskokatolicka, położona w dekanacie Krosno Odrzańskie, diecezji zielonogórsko-gorzowskiej, metropolii szczecińsko-kamieńskiej w Polsce, erygowana 1 czerwca 1951.